# Ernst + Ursula Hiestand
 Ernst + Ursula Hiestand war eine Designpartnerschaft, die von 1960 bis 1980 in Zürich bestand.

## Geschichte und Werk
Ernst + Ursula Hiestand wurde im Jahr 1960 von den beiden schweizerischen Grafikern Ursula Hiestand und Ernst Hiestand in Zürich begründet.
Die Designpartnerschaft war Mitglied in der Alliance Graphique Internationale AGI, dem Verband Schweizer Grafiker VSG, dem Schweizerischen Werkbund und den SID Schweizer Industrial Designers. Sie betrieb Visuelle Gestaltung, Packungsgestaltung, Ausstellungsgestaltung und Produktgestaltung und entwarf Banknoten.
Ernst + Ursula Hiestand entwarfen Ende der 1960er Jahre für die Schweizerische Nationalbank sechs neue Schweizer Banknoten, die ab 1976 (bis zum Jahr 2000) galten. Die Vorderseite der Noten enthielt jeweils das Porträt einer historischen Persönlichkeit und die entsprechende Rückseite immer einen thematisch engen Bezug zur dargestellten Persönlichkeit.
Im Jahr 1972 wurden die Entwürfe für neue Banknoten der Schweizerischen Nationalbank von  Ernst + Ursula Hiestand auf der Documenta 5 in Kassel in der Abteilung Parallele Bildwelten: Gesellschaftliche Ikonographie gezeigt.